# Вероника Виткова
Вероника Виткова (чеш. Veronika Vítková; Врхлаби, 9. децембар 1988) чешка је биатлонка.
На Олимпијским играма у Ванкуверу 2010. представљала је Чешку, најбољи пласман је остварила са женском штафетом, петнаесто место.
На Олимпијским играма у Сочију 2014. освојила је сребро са мешовитом штафетом, са женском штафетом је била четврта, у појединачној трци на 20 км шеста, у масовном старту осма, у спринту петнаеста и у потери деветнаеста.
На Олимпијским играма у Пјонгчангу 2018. освојила је бронзу у спринту.
Са Светских првенстава има две медаље, обе у мешовитој штафети, злато 2015. и бронзу 2013.
У Светском купу 2014/15. заузела је четврто место у генералном пласману.